# 石家庄地铁1号线
石家庄地铁1号线是连接石家庄市主城区和正定新区的东西向干线，于2017年6月26日开通，并于2019年6月26日延长。线路全长34.3公里，共设26个站，其中新百广场站为1、3号线换乘站。

## 使用列车
石家庄地铁1号线采用石家庄地铁A型列车。列车由中车唐山机车车辆研发，于2017年用火车运到石家庄。

## 历史
- 2012年7月12日，国家发改委批复石市轨道交通建设规划（2012-2020年），石家庄市成为全国第33个获批建设地铁的城市。
- 2013年4月，1号线一期可行性研究报告获得国家发改委批复。
- 2013年5月14日，1号线体育场站开始樹木移植。[2]
- 2014年4月11日，首台盾构机“石家庄号”在1号线一期工程南村站始发。
- 2014年6月30日，解放广场站实现主体结构封顶，成为石家庄地铁首个主体结构封顶的车站。
- 2014年7月12日，1号线新区预留工程开工。
- 2015年3月24日，1号线张营停车场系统设备安装工程接触网第一根立杆成功架设，标志着地铁建设正式从主体结构阶段迈入设备安装阶段。
- 2015年6月24日，1号线张营停车场开始铺轨。
- 2015年8月1日，1号线北宋站开始铺轨，标志着石石家庄市地铁正线铺轨正式开启。
- 2015年12月31日，1号线二期工程（正定新区段）、3号线二期工程（高新区段）《建设规划调整》获得国家发改委批复，国家批复的石家庄市的轨道交通里程达到80.4公里。
- 2016年3月21日，1号线一期工程实现短轨通。
- 2016年4月7日，石家庄地铁首列列车到运抵西兆通综合维修基地。

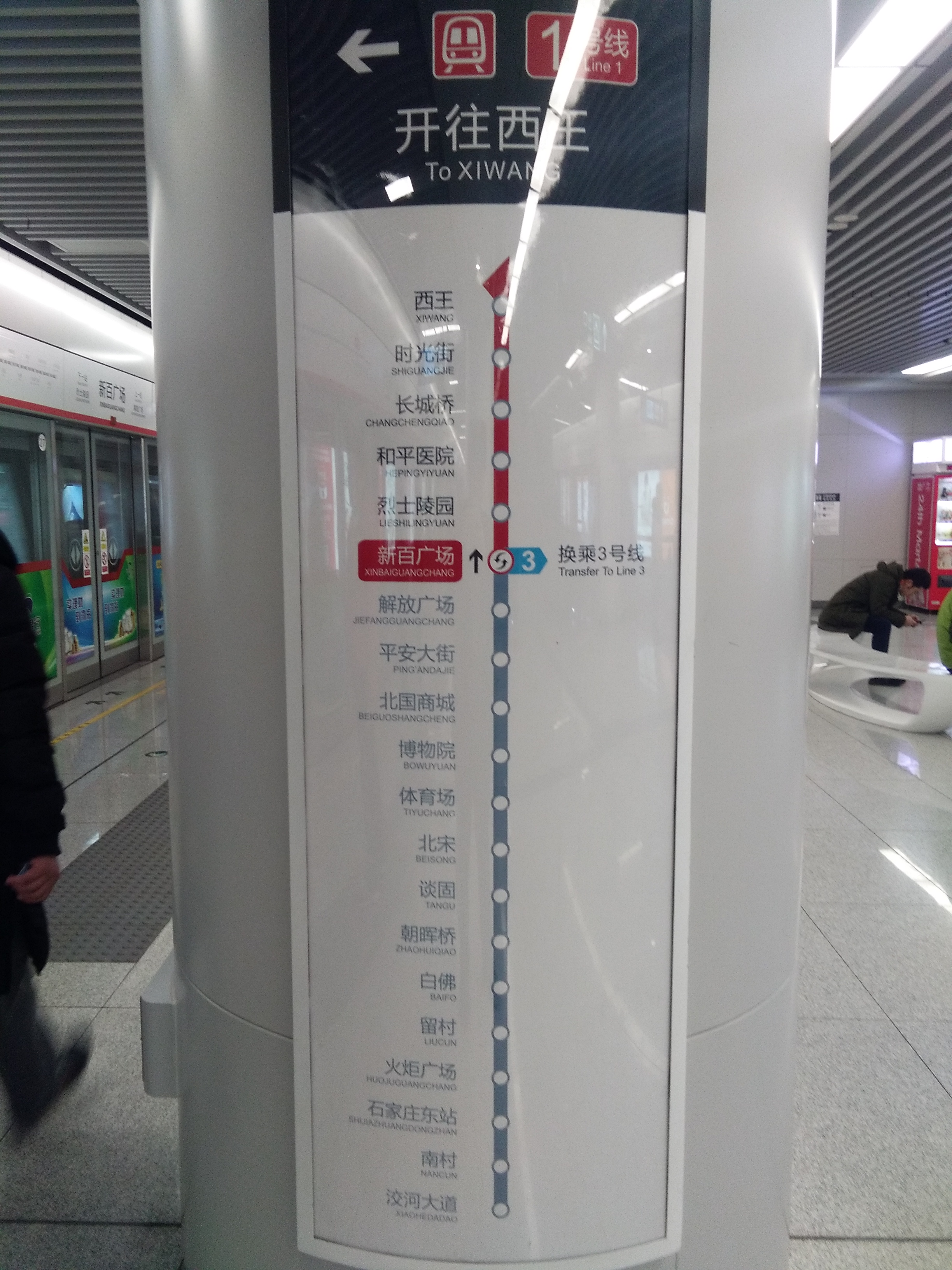
地铁一号线路线图

- 2016年4月26日，石家庄地铁首开工程全线实现长轨通。
- 2016年6月30日，石家庄地铁首开工程实现电通。
- 2016年10月19日，石家庄地铁首开工程开始全面联调联试。
- 2017年2月20日，地铁首开工程空载试运行。
- 2017年6月5日，地铁首开工程通过专家评审。
- 2017年6月14日，石家庄地铁邀请15万市民进行试乘体验。[3]
- 2017年6月26日，开通试运营。[4]
- 2019年6月26日，二期开通试运营。[5]
- 2021年12月19日，1号线二期北段（东上泽站和东洋站）开工建设，全长3.1公里，预计工期3年。[6]
- 2023年12月15日，1号线三期（槐安路-西王段）在上庄站举行开工仪式，打下首根桩基，三期全长3.77公里，设槐安路、上庄2站。[7]

## 車站列表
石家庄地铁1号线目前共开通26座车站，均为地下车站。
| 槐安路 | -          | 鹿泉区        | 未定               | 未定 | 未定          |
| 上庄 | -          | 鹿泉区        | 未定               | 未定 | 未定          |
| 西王 | -          | 桥西区        | 地下岛式站台       | 左侧 | 2017年6月26日 |
| 时光街 | -          | 桥西区        | 地下岛式站台       | 左侧 | 2017年6月26日 |
| 长城桥 | -          | 桥西区        | 地下岛式站台       | 左侧 | 2017年6月26日 |
| 和平医院 | 5          | 桥西区        | 地下岛式站台       | 左侧 | 2017年6月26日 |
| 烈士陵园 | -          | 桥西区        | 地下岛式站台       | 左侧 | 2017年6月26日 |
| 新百广场 | 3          | 桥西区        | 地下岛式站台       | 左侧 | 2017年6月26日 |
| 解放广场 | -          | 桥西区/新华区 | 地下岛式站台       | 左侧 | 2017年6月26日 |
| 平安大街 | -          | 长安区/桥西区 | 地下岛式站台       | 左侧 | 2017年6月26日 |
| 北国商城 | 2          | 长安区/桥西区 | 地下岛式站台       | 左侧 | 2017年6月26日 |
| 博物院 | -          | 长安区        | 地下岛式站台       | 左侧 | 2017年6月26日 |
| 体育场 | -          | 长安区        | 地下岛式站台       | 左侧 | 2017年6月26日 |
| 北宋 | 4          | 长安区        | 地下岛式站台       | 左侧 | 2017年6月26日 |
| 谈固 | -          | 长安区        | 地下岛式站台       | 左侧 | 2017年6月26日 |
| 朝晖桥 | -          | 长安区        | 地下岛式站台       | 左侧 | 2017年6月26日 |
| 白佛 | -          | 长安区        | 地下岛式站台       | 左侧 | 2017年6月26日 |
| 留村 | 6          | 裕华区        | 地下双岛式站台[M6] | 右侧 | 2017年6月26日 |
| 火炬广场 | -          | 裕华区        | 地下侧式站台       | 右侧 | 2017年6月26日 |
| 石家庄东站 | 石家庄东站 | 裕华区        | 地下岛式站台       | 左侧 | 2017年6月26日 |
| 南村 | -          | 长安区        | 地下岛式站台       | 左侧 | 2017年6月26日 |
| 洨河大道 | -          | 长安区        | 地下岛式站台       | 左侧 | 2017年6月26日 |
| 西庄 | -          | 长安区        | 地下岛式站台       | 左侧 | 2019年6月26日 |
| 东庄 | -          | 长安区        | 地下岛式站台       | 左侧 | 2019年6月26日 |
| 会展中心 | -          | 正定县        | 地下岛式站台       | 左侧 | 2019年6月26日 |
| 商务中心 | -          | 正定县        | 地下岛式站台       | 左侧 | 2019年6月26日 |
| 园博园 | -          | 正定县        | 地下岛式站台       | 左侧 | 2019年6月26日 |
| 福泽 | -          | 正定县        | 地下岛式站台       | 左侧 | 2019年6月26日 |
| 东上泽 | 未定       | 正定县        | 未定               | 未定 | 未定          |
| 东洋 | 未定       | 正定县        | 未定               | 未定 | 未定          |
| 注释 |            |               |                    |      |               |
| - 1号线二期仍在建，槐安路、上庄、东上泽、东洋的最终名称须以有关部门批复为准。 - 所有以斜体标识的线路和车站均未开通。 - M6 1号线与6号线共用，其中1号线使用内侧。 |            |               |                    |      |               |
| 论 编 |            |               |                    |      |               |